# Cape Argus
Il Cape Argus è un quotidiano sudafricano edito a Città del Capo, fondato nel 1857. È conosciuto con il nomignolo The Argus ed è il più letto nella provincia del Capo Occidentale.

## Storia
L'Argus fu fondato il 3 gennaio 1857 dai soci Saul Solomon, dal giornalista Richard William Murray e dal deputato Bryan Henry Darnell. Ben presto le divergenze ideologiche tra Solomon, un radicale sostenitore della democrazia multirazziale, dei diritti delle donne e del movimento locale di “governo responsabile”, e gli altri due soci, di posizioni filo-imperialiste, fecero che la società si sciogliesse e che nel 1863 ne diventasse l'unico proprietario.
Sul finire degli anni settanta del XIX secolo il giornale dovette scontrarsi con i cambiamenti all'interno della politica del Capo. I quotidiano infatti criticò duramente le politiche razziste ed espansionistiche del nuovo governo del filo-britannico Gordon Sprigg. Per ritorsione, l'esecutivo di Sprigg cancellò tutti i contratti di stampa con l'Argus, assegnandoli invece alla concorrenza amica.
A causa dell'età avanzata, Solomon si ritirò gradualmente dalla gestione quotidiana del giornale. Nel 1880 si ritirò completamente, dopo il tragico annegamento della figlia di 5 anni, che causò un crollo della sua salute. Quando l'Argus iniziò a versare in cattive acque per colpa della mala gestione dei suoi figli, Solomon riprese l'azienda in difficoltà e nel 1881 la vendette al suo editore Dormer.
Nel dicembre 1969 il giornale fu ribattezzato The Argus, ma il cambiamento risultò impopolare e la testata tornò ad essere Cape Argus. Fedele alle sue radici nel liberali di Solomon, il giornale fu una voce di spicco dell'opposizione al Partito Nazionale dominante durante gli anni dell'apartheid.
Nell'agosto 2013 Sekunjalo ha acquistato Independent News and Media SA da Independent News and Media.